# 生葉郡
- 令制国一覧 > 西海道 > 筑後国 > 生葉郡
- 日本 > 九州地方 > 福岡県 > 生葉郡

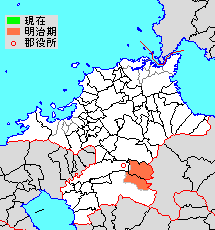
福岡県生葉郡の位置

生葉郡（いくはぐん）は、福岡県（筑後国）にあった郡。

## 郡域
1878年（明治11年）に行政区画として発足した当時の郡域は、下記の区域にあたる。
- 八女市の一部（星野村）
- うきは市の大部分（吉井町長栖・吉井町鷹取を除く）

## 歴史
景行天皇の九州巡幸の最終地として有名である。当時は的邑（いくはのむら）と呼ばれていた。

### 近世以降の沿革
- 明治初年時点では全域が筑後久留米藩領であった。「旧高旧領取調帳」に記載されている明治初年時点での村は以下の通り。（1町58村）

流川村、小坂村、西溝尻村、東溝尻村、朝田村、西隈上村、東隈上村、山北村、東原口村、大野原村、西原口村、大石村、西大石村、古川村、糸丸村、長野村、福久村、角間村、妹川村、星野村、新川村、田籠村、小塩村、千代久村、岩光村、竹重村、屋形村、安富村、延寿寺村、屋部村、大村、三角村、末永村、国光村、若宮村、今丸村、四太郎村、下宮田村、富光村、安枝村、夏梅村、高田村、今竹村、菅村、清宗村、島村、上宮田村、徳丸村、包末村、小江村、溝口村、国吉村、能楽村、橘田村、稲崎村、末石村、金本村、三牟田村、吉井町
- 明治4年
  - 7月14日（1871年8月29日） - 廃藩置県により、久留米県の管轄となる。
  - 11月14日（1871年12月25日） - 第1次府県統合により、全域が三潴県の管轄となる。
- 明治9年（1876年） - 三潴県により以下の町村の統合が行われる。（1町29村）

- 浮羽村 ← 西溝尻村、東溝尻村
- 三春村 ← 東原口村、大野原村、西原口村
- 高見村 ← 大石村、西大石村
- 桜井村 ← 長野村、福久村、角間村
- 富永村 ← 千代久村、竹重村、屋形村
- 生葉村 ← 岩光村、菅村、清宗村、島村
- 福益村 ← 安富村、延寿寺村
- 清瀬村 ← 大村、三角村、末永村

- 千年村 ← 今丸村、包末村、小江村［下記を除く］
- 宮田村 ← 四太郎村、下宮田村
- 八和田村 ← 富光村、安枝村、小江村［小向名・中島名・砂原名・今寺名］
- 江南村 ← 夏梅村、高田村、今竹村
- 福永村 ← 溝口村、国吉村、能楽村
- 新治村 ← 稲崎村、末石村、金本村、三牟田村

- 小坂村が流川村に、糸丸村および小江村の一部（染名）が古川村に、国光村が若宮村に、上宮田村が徳丸村に、小江村の一部（字欠町）が西隈上村に、小江村の一部（角間名）が桜井村にそれぞれ合併。
- 8月21日 - 第2次府県統合により福岡県の管轄となる。

- 明治11年（1878年）11月1日 - 郡区町村編制法の福岡県での施行により、行政区画としての生葉郡が発足。「竹野生葉郡役所」が竹野郡田主丸町に設置され、同郡とともに管轄。

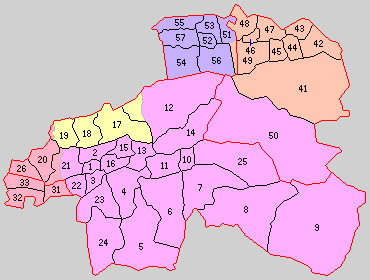
41.姫治村 42.山春村 43.大石村 44.椿子村 45.浮羽村 46.吉井町 47.千年村 48.江南村 49.福富村 50.星野村（桃：八女市 橙：うきは市 1 - 24は上妻郡 31 - 33は下妻郡 51 - 57は竹野郡）

- 明治22年（1889年）4月1日 - 町村制の施行により、以下の町村が発足。特記以外は全域が現・うきは市。（1町9村）
  - 姫治村 ← 小塩村、新川村、田籠村、妹川村
  - 山春村 ← 三春村、山北村
  - 大石村 ← 高見村、古川村
  - 椿子村 ← 東隈上村、西隈上村、朝田村
  - 浮羽村 ← 流川村、浮羽村
  - 吉井町（単独町制）
  - 千年村 ← 徳丸村、千年村、桜井村、福永村、橘田村、清瀬村、若宮村、宮田村
  - 江南村 ← 新治村、八和田村、生葉村、江南村
  - 福富村 ← 屋部村、福益村、富永村
  - 星野村（単独村制。現・八女市）
- 明治29年（1896年）4月1日 - 郡制の施行のため、下記の変更が行われる。同日生葉郡廃止。
  - 「竹野生葉郡役所」の管轄区域から生葉郡の一部（星野村）を除いた区域をもって浮羽郡が発足。
  - 上妻郡・下妻郡および生葉郡の一部（星野村）の区域をもって八女郡が発足。

## 行政
竹野・生葉郡長
| 代 | 氏名 | 就任年月日                | 退任年月日                | 備考                 |
| -- | ---- | ------------------------- | ------------------------- | -------------------- |
| 1  |      | 明治11年（1878年）11月1日 |                           |                      |
|    |      |                           | 明治29年（1896年）3月31日 | 分割により生葉郡廃止 |